# ランツベルク刑務所

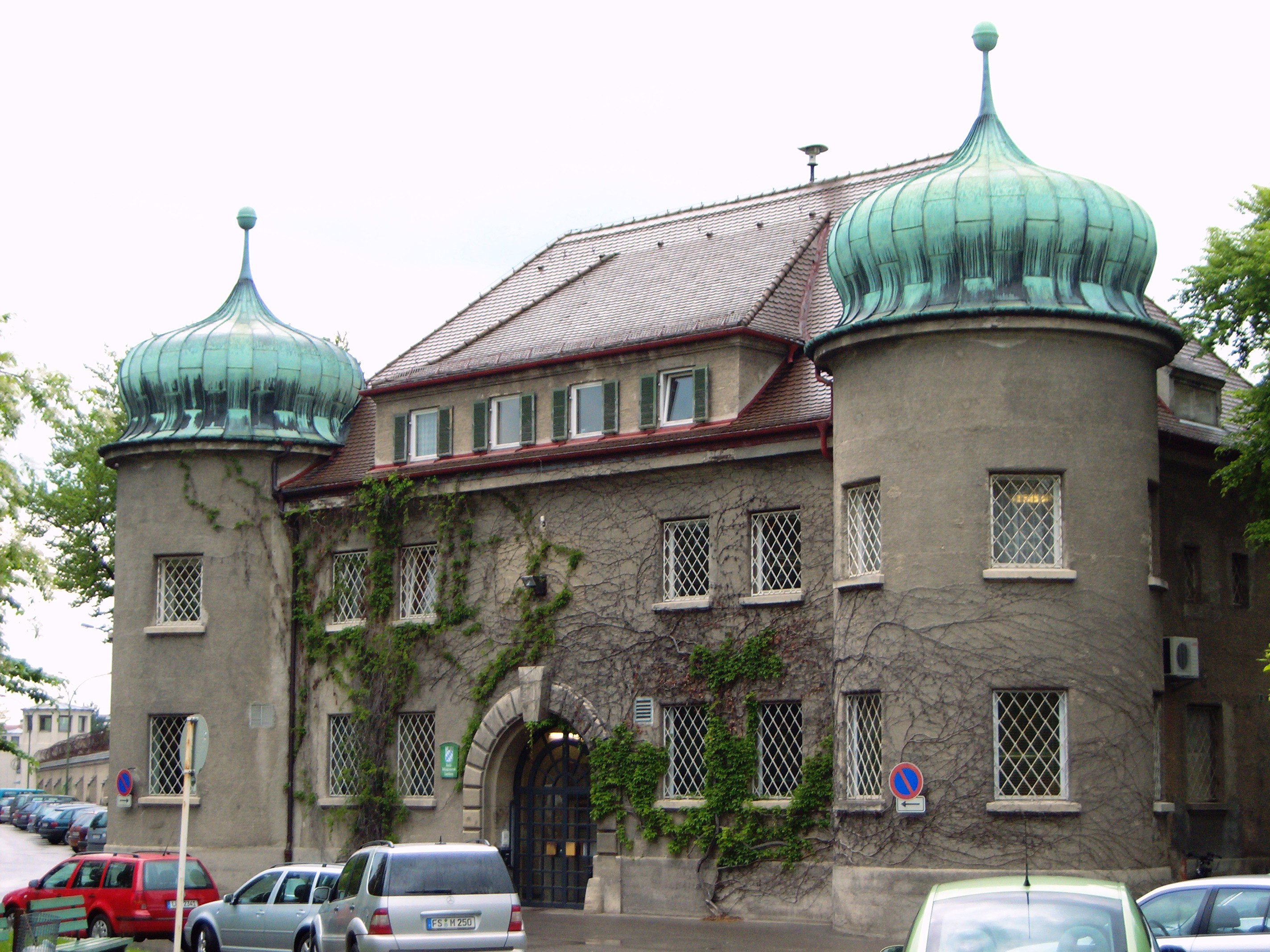
ランツベルク刑務所の門

ランツベルク刑務所（ランツベルクけいむしょ、ドイツ語: Justizvollzugsanstalt Landsberg、英語: Landsberg Prison）は、ドイツ・バイエルン州の南西にある小都市ランツベルク・アム・レヒ（Landsberg am Lech）にある刑務所。ミュンヘンの65キロメートル西、アウクスブルクの南35キロメートルに位置する。現在はバイエルン州司法省により運営されている成人男子用刑務所である。

## 歴史
1908年から1910年にかけてエーブラハ刑務所を補完する目的でバイエルン王国政府により「Staatliche Gefangenenanstalt Landsberg a. Lech」としてランツベルクの西郊に設置された。6ヘクタールの敷地に4つのレンガ造りの舎房がX字型に配置され、中央から4つの舎房のすべての獄房が監視できるようになっていた（パノプティコン）。
懲役刑を執行されている受刑者や裁判を待つ未決囚を収監するほか、第一次世界大戦後は「城塞禁固刑」（要塞禁錮刑、フェストゥングスハフト、Festungshaft）に処せられた受刑者の拘置施設としても機能した。城塞禁固刑は1945年まで存在した禁錮刑の一種で、有罪とされた政治家や決闘により有罪になった者に対し、その名誉を重んじて科せられる刑で、刑務作業などは免除され比較的快適な独房に軟禁され、来訪者と面会することも認められていた。
1924年には、前年のミュンヘン一揆により有罪となったアドルフ・ヒトラーが5年の城塞禁固の刑を言い渡されランツベルク刑務所に収監された。後に減刑され仮出所したため、ヒトラーがランツベルク刑務所にいたのは8ヶ月間であったが、読書や面会も自由な快適な禁固生活であり、ルドルフ・ヘスの助力で『我が闘争』を口述筆記するなどしている。

## 戦犯刑務所
第二次世界大戦でナチス・ドイツが崩壊したあとの連合軍軍政期、アメリカ軍はランツベルク刑務所を第一戦犯刑務所（War Criminal Prison No. 1）とし、ナチス関連の戦争犯罪者らを収監した。戦争中にアメリカ軍人らに対し戦争犯罪を行った兵士や強制収容所関係者などを裁く軍事裁判・ダッハウ裁判が1945年11月より数年をかけてダッハウ強制収容所跡で行われ、1945年12月には死刑を宣告された第一陣の受刑者が到着した。さらにニュルンベルク国際軍事裁判で被告とされたナチス最高指導者らも相次いで到着した。
ランツベルクにはニュルンベルク裁判やニュルンベルク継続裁判（医者裁判など）で有罪になった受刑者110人、ダッハウ裁判で有罪となった受刑者1,416人、上海裁判で有罪となった受刑者のうちドイツ人の18人が収監され、5年半で275人の死刑が執行された。最後の絞首刑は1951年6月8日に執行された。これはドイツ連邦共和国（当時の西ドイツ）国内で執行された最後の死刑でもある。死刑執行された戦犯のうち、引き取り手のなかった者の遺体はスペッティンゲン教会（Spöttingen chapel）横の墓地に埋葬された。
第一戦犯刑務所は1958年5月、最後の4人（アインザッツグルッペン裁判で有罪となった親衛隊将校）が釈放されたことにより閉鎖され、刑務所の管理権は西ドイツ政府に引き渡された。